# Puntate di Ce l'avevo quasi fatta

## Prima stagione (2010)
| nº | Titolo originale                   | Titolo italiano | Prima TV USA     | Prima TV Italia |
| -- | ---------------------------------- | --------------- | ---------------- | --------------- |
| 1  | Got Remarried                      |                 | 12 gennaio 2010  |                 |
| 2  | Got Dumped                         |                 | 19 gennaio 2010  |                 |
| 3  | Got No Fingerprints                |                 | 26 gennaio 2010  |                 |
| 4  | Got a Video Rental Store           |                 | 2 febbraio 2010  |                 |
| 5  | Got Two Homes in Mexico            |                 | 9 febbraio 2010  |                 |
| 6  | Got the Wrong Four People Killed   |                 | 16 febbraio 2010 |                 |
| 7  | Got Caught in the Shower           |                 | 23 febbraio 2010 |                 |
| 8  | Got to Sing Karaoke                |                 | 2 marzo 2010     |                 |
| 9  | Got Revenge                        |                 | 9 marzo 2010     |                 |
| 10 | Got to Rob Banks                   |                 | 16 marzo 2010    |                 |
| 11 | Got to Go to Canada                |                 | 23 marzo 2010    |                 |
| 12 | Got a Gun Made Out of Toilet Paper |                 | 30 marzo 2010    |                 |
| 13 | Got to Get Bike Parts              |                 | 6 aprile 2010    |                 |

## Seconda stagione (2010-2011)
| nº | Titolo originale             | Titolo italiano | Prima TV USA     | Prima TV Italia |
| -- | ---------------------------- | --------------- | ---------------- | --------------- |
| 1  | Got Caught By a Cougar       |                 | 26 ottobre 2010  |                 |
| 2  | Got to Roll the Dice         |                 | 2 novembre 2010  |                 |
| 3  | Got a Dead Man's ID          |                 | 9 novembre 2010  |                 |
| 4  | Got Caught Via Email         |                 | 16 novembre 2010 |                 |
| 5  | Got Plastic Surgery          |                 | 22 novembre 2010 |                 |
| 6  | Got Raps                     |                 | 30 novembre 2010 |                 |
| 7  | Got a Lot of Pot             |                 | 7 dicembre 2010  |                 |
| 8  | Got Shot Above a Deli        |                 | 14 dicembre 2010 |                 |
| 9  | Got to Lock and Load         |                 | 21 dicembre 2010 |                 |
| 10 | Got to Pick Up a Hooker      |                 | 28 dicembre 2010 |                 |
| 11 | Got a Death Certificate      |                 | 4 gennaio 2011   |                 |
| 12 | Got a Family Coming After Me |                 | 11 gennaio 2011  |                 |
| 13 | Got Ninth Place at Poker     |                 | 18 gennaio 2011  |                 |

## Terza stagione (2011)
| nº | Titolo originale                | Titolo italiano | Prima TV USA   | Prima TV Italia |
| -- | ------------------------------- | --------------- | -------------- | --------------- |
| 1  | Got a Country Legend's Tour Bus |                 | 12 aprile 2011 |                 |
| 2  | Got That Tough Girl Look        |                 | 19 aprile 2011 |                 |
| 3  | Got a Bad Temper                |                 | 26 aprile 2011 |                 |
| 4  | Got to Escape in Underwear      |                 | 3 maggio 2011  |                 |
| 5  | Got a Pen Pal                   |                 | 10 maggio 2011 |                 |
| 6  | Got to Get Revenge              |                 | 31 maggio 2011 |                 |
| 7  | Got to Run With My Buddy        |                 | 7 giugno 2011  |                 |
| 8  | Got Caught in Love Triangle     |                 | 14 giugno 2011 |                 |
| 9  | Got a Boyfriend to Support      |                 | 21 giugno 2011 |                 |
| 10 | Got to Impersonate a Guard      |                 | 28 giugno 2011 |                 |
| 11 | Got Shot in the Leg             |                 | 5 luglio 2011  |                 |
| 12 | Got to Hide in a Swamp          |                 | 12             |                 |
| 13 | Got to Work on a Crab Boat      |                 | 19             |                 |

## Quarta stagione (2011-2012)
| nº | Titolo originale                    | Titolo italiano      | Prima TV USA     | Prima TV Italia |
| -- | ----------------------------------- | -------------------- | ---------------- | --------------- |
| 1  | Love on the Run                     |                      | 6 ottobre 2011   |                 |
| 2  | Got to Ride the Rails               | Rumori               | 6 ottobre 2011   |                 |
| 3  | Got to Wear a Pink Shirt            | Maglietta rosa       | 13 ottobre 2011  |                 |
| 4  | Got to Silence a Witness            | Il testimone         | 20 ottobre 2011  |                 |
| 5  | Got to Copy Movies                  | I film               | 27 ottobre 2011  |                 |
| 6  | Got to Burn a Truck                 | Il furgone           | 3 novembre 2011  |                 |
| 7  | Got to Pose as a Firefighter        | Il finto pompiere    | 10 novembre 2011 |                 |
| 8  | Got to Be a Car Salesman            | Il venditore di auto | 17 novembre 2011 |                 |
| 9  | Got to Steal a Rich Woman's Jewelry | La vedova            | 1 dicembre 2011  |                 |
| 10 | Got to Make a Dummy Out of Sheets   |                      | 8 dicembre 2011  |                 |
| 11 | Got to Escape From The Rock         |                      | 15 dicembre 2011 |                 |
| 12 | Got to Run to Mexico With My Kids   | In Messico           | 22 dicembre 2011 |                 |
| 13 | Got to Pretend I'm a Priest         | L'impostore          | 29 dicembre 2011 |                 |
| 14 | Got to Escape Underground           |                      | 5 gennaio 2012   |                 |

## Quinta stagione (2012)
| nº | Titolo originale                 | Titolo italiano          | Prima TV USA   | Prima TV Italia |
| -- | -------------------------------- | ------------------------ | -------------- | --------------- |
| 1  | Got to Hide Out in Suburbia      |                          | 11 aprile 2012 |                 |
| 2  | Got to Murder My Own Family      | Con la mia famiglia      | 18 aprile 2012 |                 |
| 3  | Got to Build a Bridge to Freedom | Verso la libertà         | 25 aprile 2012 |                 |
| 4  | Got to Build a Meth Lab          | Il laboratorio           | 2 maggio 2012  |                 |
| 5  | Got to Run With My Brother       | In fuga con mio fratello | 9 maggio 2012  |                 |
| 6  | Got to Break Into Vacation Homes | Rapina in vacanza        | 16 maggio 2012 |                 |
| 7  | Got to Run to Costa Rica         | Verso la Costa Rica      | 23 maggio 2012 |                 |
| 8  | Got to Prey On Tourists          | Terrore a Miami          | 30 maggio 2012 |                 |
| 9  | Got to Make It in the Big Easy   | Omicidi                  | 6 giugno 2012  |                 |
| 10 | Got to Become a Neo-Nazi         |                          | 13 giugno 2012 |                 |
| 11 | Got to Take Down My Ex-Boyfriend | Il mio ex                | 20 giugno 2012 |                 |
| 12 | Got Hammered on a Sailboat       | Psycho                   | 27 giugno 2012 |                 |
| 13 | Got to Make You a Superstar      | La superstar             | 31 luglio 2012 |                 |

## Sesta stagione (2013)
| nº | Titolo originale                   | Titolo italiano              | Prima TV USA   | Prima TV Italia |
| -- | ---------------------------------- | ---------------------------- | -------------- | --------------- |
| 1  | Got to Kill My Step-Dad            | Uccidere il padrino          | 24 giugno 2013 |                 |
| 2  | Got to Escape Through a Toilet     | Fuga attraverso una toilette | 1 luglio 2013  |                 |
| 3  | Got to Pose as a War Vet           | Il veterano                  | 8 luglio 2013  |                 |
| 4  | Got to Escape With One Leg         | Su una sola gamba            | 15 luglio 2013 |                 |
| 5  | Got to Be the Black Market Maestro | Il mercato nero              | 22 luglio 2013 |                 |
| 6  | Got to Rob a Pawn Shop             | Il banco dei pegni           | 29 luglio 2013 |                 |
| 7  | Got to Be Bonnie and Clyde         | Bonnie e Clyde               | 5 agosto 2013  |                 |
| 8  | Got to Be the Green Baron          | Il barone verde              | 12 agosto 2013 |                 |

## Settima stagione (2014)
| nº | Titolo originale                        | Titolo italiano             | Prima TV USA   | Prima TV Italia |
| -- | --------------------------------------- | --------------------------- | -------------- | --------------- |
| 1  | Got to Be a Ladies' Man                 | Fidanzata gelosa            | 2 giugno 2014  |                 |
| 2  | Got to Fall in Love with a Prison Guard | Amore in fuga               | 9 giugno 2014  |                 |
| 3  | Got a Rich Widow                        | La ricca vedova             | 16 giugno 2014 |                 |
| 4  | Got to Be Part of the Texas Seven       | Fuga in Texas               | 30 giugno 2014 |                 |
| 5  | Got to Pose As Katrina Refugee          | L'inganno                   | 7 luglio 2014  |                 |
| 6  | Got to Escape Through an Air Duct       | Fuga dal condotto dell'aria | 14 luglio 2014 |                 |
| 7  | Got to Watch Those Country Girls        | Country Girls               | 21 luglio 2014 |                 |
| 8  | Got to Be MacGuyver                     | MacGyver                    | 28 luglio 2014 |                 |

## Ottava stagione (2016)
| nº | Titolo originale                     | Titolo italiano                 | Prima TV USA   | Prima TV Italia |
| -- | ------------------------------------ | ------------------------------- | -------------- | --------------- |
| 1  | GOT to Pretend to Be a Cop           | Fingere di essere un poliziotto | 13 maggio 2016 |                 |
| 2  | GOT a Handsome Face                  | Un bel faccino                  | 20 maggio 2016 |                 |
| 3  | GOT to Taunt the Cops                | Provocazione                    | 27 maggio 2016 |                 |
| 4  | GOT to Send a Bomb in the Mail       | Una bomba nella posta           | 3 giugno 2016  |                 |
| 5  | GOT to Escape With a Battleaxe       | Fuga                            | 10 giugno 2016 |                 |
| 6  | GOT to Get Home to Mother            | Tornare a casa                  | 17 giugno 2016 |                 |
| 7  | GOT to Get Out of Debt               | Saldare i debiti                | 24 giugno 2016 |                 |
| 8  | GOT to Crawl My Way to Freedom       | La strada per la libertà        | 1 luglio 2016  |                 |
| 9  | GOT to Be Part of the Pittsburgh Six | La fuga                         | 8 luglio 2016  |                 |
| 10 | GOT to Hit Homes on Halloween        | Follia                          | 15 luglio 2016 |                 |